# جملدرة
جملدرة (بالتركية: Çamlıdere)‏ هي بلدة ومُديريَّة تقع في ولاية أنقرة بتركيا. تصل مساحتها إلى 632.6 كم²، وترتفع عن سطح البحر حوالي 1175 م.